# Jonas Vailokaitis
Jonas Vailokaitis est un homme politique et banquier lituanien né le 25 juin 1886 à Pikžirniai, dans la municipalité de Šakiai, et mort le 16 décembre 1944 à Blankenburg. En février 1918, il est l'un des vingt signataires de la déclaration d'indépendance de la Lituanie.
Il siège à l'Assemblée constituante de 1920 à 1922.
Jonas Vailokaitis quitte la Lituanie en 1940, lors de l'occupation des pays baltes par l'Union soviétique. Il meurt en Allemagne quatre ans plus tard.